# Īlkhchīh-ye Pā'īn
Īlkhchīh-ye Pā'īn (persiska: ایلخچیه پائین, Īlkhchī-ye Soflá, Īlkhchīh-ye Pā’īn) är en ort i Iran.   Den ligger i provinsen Ardabil, i den nordvästra delen av landet, 500 km nordväst om huvudstaden Teheran. Īlkhchīh-ye Pā'īn ligger 812 meter över havet och antalet invånare är 271.
Terrängen runt Īlkhchīh-ye Pā'īn är lite bergig, och sluttar norrut. Runt Īlkhchīh-ye Pā'īn är det ganska tätbefolkat, med 67 invånare per kvadratkilometer. Närmaste större samhälle är Germī, 4,6 km sydväst om Īlkhchīh-ye Pā'īn. Trakten runt Īlkhchīh-ye Pā'īn består till största delen av jordbruksmark.